# Hoornblad
Hoornblad (Ceratophyllum) is een geslacht van waterplanten uit de familie Ceratophyllaceae. De soorten komen wereldwijd voor. 

## Soorten
- Ceratophyllum demersum L. - Grof hoornblad
- Ceratophyllum echinatum A.Gray
- Ceratophyllum muricatum Cham.
- Ceratophyllum platyacanthum Cham.
- Ceratophyllum submersum L. - Fijn hoornblad